# گستون مسپرو

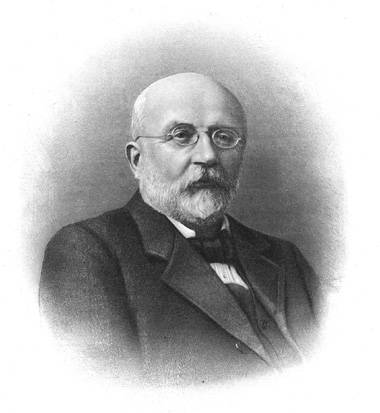
گستون مسپرو

گستون کامیل شارل مسپرو (به فرانسوی: Gaston Camille Charles Maspero) مصرشناس فرانسوی بود. او در ۲۳ ژوئن ۱۸۴۶ در پاریس به دنیا آمد و در ۳۰ ژوئن ۱۹۱۶ در سن ۷۰ سالگی در همان شهر درگذشت. او کسی بود که آرامگاه فرعون یا همان رامسس دوم را کشف کرد. 

## زندگی‌نامه
مسپرو پسر خانواده‌ای ایتالیایی و مهاجر بود که برای تحصیل ابتدا به دبستان اکول نورمال و سپس دبیرستان لوئی لوگران در پاریس رفت. او مصرشناسی را در سال ۱۸۶۹ در دانشکده مطالعات پیشرفته (École des Hautes Études) فراگرفت و بعدها استاد آن دانشکده شد. در ۱۸۷۲، مسپرو آگوست ماریت را ملاقات کرد و او به مسپرو متن‌هایی به خط هیروگلیف داد تا بررسی‌شان کند. مسپرو در ۱۸۷۴ به کولژ دو فرانس (Collège de France) رفت و استاد باستان‌شناسی مصر و دانش زبان‌شناسی تاریخی شد.
در ۱۸۸۰ او نخستین کسی بود که از سوی بنیاد فرانسوی باستان‌شناسی شرق به دره پادشاهان فرستاده شد.
در ۱۸۸۱ و پس از مرگ ماریت، مسپرو جای او را در مرکز آثار باستانی مصر کهن در موزه بولاق، که اکنون موزه مصر در قاهره نام دارد، گرفت. در ۱۸۸۳، او عضو کامل فرهنگستان کتیبه‌شناسی و زبان‌های باستانی فرانسه شد.
او پژوهش‌های بسیاری در زمینه مصر باستان انجام داد و نخستین متن‌های هرم را به همراه مومیاییهای دیر البحری پیدا کرد. رونوشت‌برداری او از آثار موجود در موزه قاهره در ۵۰ جلد به چاپ رسید.

## آثار (به زبان فرانسه)
- Des formes de la conjugaison en égyptien antique, en démotique et en copte, 1871.
- Du genre épistolaire chez les anciens Égyptiens, 1872.
- Histoire ancienne des peuples de l'Orient, 1875.
- L'Égypte à petites journées : études et souvenirs, 1877.
- De quelques navigations des Égyptiens sur les côtes de la mer Érythrée, 1878.
- Nouveau fragment d'un commentaire sur le second livre d'Hérodote, 1879.
- L’Archéologie égyptienne, 1887.
- La Syrie avant l'invasion des Hébreux, 1887.
- Les Contes populaires de l'Égypte ancienne, 1889.
- Les Momies royales de Deir El-Bahari, 1889.
- Histoire de l'Orient, 1891.
- Études de mythologie et d'archéologie égyptiennes, 1892-1916.
- Les Inscriptions des pyramides de Saqqarah, 1894.
- Histoire ancienne des peuples de l'Orient classique, 1895-1899.
- Guide du visiteur au musée du Caire, 1902.
- Notice biographique sur Auguste Mariette, 1904.
- Ruines et paysages d'Égypte, 1910.
- Hymne au Nil, 1912.
- Essais sur l'art égyptien, 1912.
- L’Égyptologie : la science française, 1915.
- Introduction à l'étude de la phonétique égyptienne, 1917.